# Jessica Warner-Judd
Jessica Warner-Judd (ur. 7 stycznia 1995 w Rochford) – brytyjska lekkoatletka specjalizująca się w biegach średnich.
Zdobywczyni brązowego medalu w biegu na 800 metrów podczas mistrzostw świata juniorów młodszych (2011). Wicemistrzyni świata juniorek z 2012. W 2014 była finalistką igrzysk Wspólnoty Narodów i mistrzostw Europy.
Medalistka mistrzostw Wielkiej Brytanii oraz reprezentantka kraju na drużynowych mistrzostwach Europy.

## Osiągnięcia
| Rok  | Impreza                                   | Miejsce    | Konkurencja        | Pozycja     | Wynik    | Reprezentacja |
| ---- | ----------------------------------------- | ---------- | ------------------ | ----------- | -------- | ------------- |
| 2011 | Mistrzostwa świata juniorów młodszych     | Lille      | bieg na 800 m      | 3. miejsce  | 2:03,43  | GBR           |
| 2012 | Mistrzostwa świata juniorów               | Barcelona  | bieg na 800 m      | 2. miejsce  | 2:00,96  | GBR           |
| 2012 | Mistrzostwa świata juniorów               | Barcelona  | bieg na 1500 m     | 5. miejsce  | 4:09,93  | GBR           |
| 2013 | Superliga drużynowych mistrzostw Europy   | Gateshead  | bieg na 800 m      | 1. miejsce  | 2:00,82  | GBR           |
| 2013 | Mistrzostwa świata                        | Moskwa     | bieg na 800 m      | eliminacje  | 2:01,46  | GBR           |
| 2014 | Igrzyska Wspólnoty Narodów                | Glasgow    | bieg na 800 m      | 4. miejsce  | 2:01,91  | ENG           |
| 2014 | Mistrzostwa Europy                        | Zurych     | bieg na 800 m      | 7. miejsce  | 2:01,65  | GBR           |
| 2014 | Mistrzostwa Europy w biegach przełajowych | Samokow    | bieg juniorek      | 2. miejsce  | 14:18    | GBR           |
| 2016 | Mistrzostwa Europy w biegach przełajowych | Chia       | bieg młodzieżowców | 20. miejsce | 20:06    | GBR           |
| 2017 | Mistrzostwa świata                        | Londyn     | bieg na 1500 m     | półfinał    | 4:10,14  | GBR           |
| 2017 | Uniwersjada                               | Tajpej     | bieg na 5000 m     | 3. miejsce  | 15:51,19 | GBR           |
| 2017 | Mistrzostwa Europy w biegach przełajowych | Šamorín    | bieg młodzieżowców | 3. miejsce  | 20:45    | GBR           |
| 2018 | Igrzyska Wspólnoty Narodów                | Gold Coast | bieg na 1500 m     | 14. miejsce | 4:08,82  | ENG           |
| 2019 | Mistrzostwa świata                        | Doha       | bieg na 5000 m     | eliminacje  | 15:51,48 | GBR           |
| 2019 | Uniwersjada                               | Neapol     | bieg na 5000 m     | 1. miejsce  | 15:45,82 | GBR           |
| 2019 | Mistrzostwa Europy w biegach przełajowych | Lizbona    | bieg seniorek      | 6. miejsce  | 28:05    | GBR           |
| 2021 | Puchar Europy w biegu na 10 000 metrów    | Birmingham | bieg na 10 000 m   | 3. miejsce  | 31:20,96 | GBR           |
| 2021 | Mistrzostwa Europy w biegach przełajowych | Dublin     | bieg seniorek      | 4. miejsce  | 27:01    | GBR           |
| 2021 | Igrzyska olimpijskie                      | Tokio      | bieg na 5000 m     | eliminacje  | 15:09,47 | GBR           |
| 2021 | Igrzyska olimpijskie                      | Tokio      | bieg na 10 000 m   | 17. miejsce | 31:56,80 | GBR           |
| 2022 | Mistrzostwa świata                        | Eugene     | bieg na 5000 m     | 13. miejsce | 15:19,88 | GBR           |
| 2022 | Mistrzostwa świata                        | Eugene     | bieg na 10 000 m   | 11. miejsce | 30:35,93 | GBR           |
| 2022 | Igrzyska Wspólnoty Narodów                | Birmingham | bieg na 10 000 m   | 5. miejsce  | 31:18,47 | ENG           |
| 2022 | Mistrzostwa Europy                        | Monachium  | bieg na 10 000 m   | 10. miejsce | 32:23,98 | GBR           |
| 2022 | Mistrzostwa Europy w biegach przełajowych | Turyn      | bieg seniorek      | 8. miejsce  | 27:27    | GBR           |
| 2023 | Mistrzostwa świata                        | Budapeszt  | bieg na 10 000 m   | 8. miejsce  | 31:35,38 | GBR           |
| 2023 | Mistrzostwa Europy w biegach przełajowych | Bruksela   | bieg seniorek      | 5. miejsce  | 35:20    | GBR           |

## Rekordy życiowe
- bieg na 800 metrów – 1:59,77 (2014)
- bieg na 1500 metrów – 4:03,73 (2017)
- bieg na milę – 4:28,59 (2017)
- bieg na 5000 metrów – 14:51,53 (2023)
- bieg na 10 000 metrów – 30:35,93 (2022)
- półmaraton – 1:07:19 (2023)